# Биснагеро
«Биснагеро» (исп. Biznaguero) — памятник в Малаге уличным продавцам биснаги, искусно оформленного букетика жасминовых цветов, символа города. Скульптура была создана в 1963 году художником Хайме Фернандесом Пиментелем и установлена в Садах Педро Луиса Алонсо в центре города. Продавец биснаги изображён в типичном костюме с охапкой биснаг в руке, его взгляд обращён к небу.